# Радоје Жунић
Радоје Жунић, рођен 15. јуна 1885. године у Кривој Реци, општина Чајетина, био је трговац, учесник Балканских ратова, Првог светског рата и носилац Карађорђеве звезде са мачевима.
У потрази за бољим животом стигао је у Шабац где је учио трговачки занат, постао трговац и отворио своју радњу. На позив на мобилизацију 1912. године, кренуо је у рат као нишанџија 1. батерије Дринског пољског артиљеријског пука II позива и са овом јединицом прошао седмогодишњи ратни пут. Посебно се истакао у сукобима 1914. године, у борбама на Дрини, када је успео да се успростави непријатељу, отварајући баражну ватру из артиљериског уруђа. Са батеријом је бранио пешадију приликом повлачења све до Пећи, где су топови сурвани у реку Бистрицу.
После рата, услед економске кризе, пропао је у трговини и банкротирао. Пошто није имао никакав иметак и средства за живот, са супругом Аницом, живео је од помоћи од 100 динара, које је подизао на каси Првог понтонирског пука.

## Одликовања и споменице
- Златни Орден Карађорђеве звезде са мачевима
- Златна Медаља за храброст Милош Обилић
- Споменица за рат са Турском 1912.
- Споменица за рат са Бугарском 1913.
- Споменица за рат 1914—1918.
- Албанска споменица